# Théâtre József-Katona (Budapest)
Pour les articles homonymes, voir Katona József Színház.
Le théâtre József-Katona (en hongrois : Katona József Színház) est un théâtre situé dans le quartier de Belváros (5e arrondissement) à Budapest. Ses locaux se trouvent dans la maison Brudern.
Ce site est desservi par la station Ferenciek tere :  .